# Уейн (окръг, Мисисипи)
Вижте пояснителната страница за други значения на Уейн.
Окръг Уейн (на английски: Wayne County) е окръг в щата Мисисипи, Съединени американски щати. Площта му е 2108 km², а населението - 20 747 души (2010). Административен център е град Уейнсбъро.